# Rayan Boulahoite
Rayan Boulahoite (Colombes, 24 februari 2004) is een Frans wielrenner.

## Carrière
In april 2024 nam Boulahoite deel aan Parijs-Roubaix voor beloften, waar hij buiten de tijdslimiet over de finish kwam. In juni van dat jaar won hij een etappe en het jongerenklassement in de Ronde van Marokko. Aan het einde van het jaar nam hij als stagiair bij TotalEnergies deel aan de Polynormande en de Ronde van de Limousin.
Na zijn stageperiode werd Boulahoite in 2025 prof bij TotalEnergies. In maart van dat jaar maakte hij zijn debuut in de World Tour, toen hij aan de start stond van de Classic Brugge-De Panne.

## Overwinningen
2024
7e etappe Ronde van Marokko
Jongerenklassement Ronde van Marokko

### Resultaten in voornaamste wedstrijden
|      | \| Jaar \| Parijs-Roubaix \| Amstel Gold Race \| Luik-Bast.‑Luik \| \| ---- \| -------------- \| ---------------- \| --------------- \| \| 2025 \| buit.tijd \| opgave \| 129e \| |                  |                 |
| Jaar | Parijs-Roubaix | Amstel Gold Race | Luik-Bast.‑Luik |
| 2025 | buit.tijd | opgave           | 129e            |

## Ploegen
- 2024 –  TotalEnergies (stagiair vanaf 1 augustus)
- 2025 –  TotalEnergies

Boniface · Bonnet · Burgaudeau · Cras · Doubey · Dujardin · Ferron · Gachignard · Grellier · Jeannière · Jegat · Jousseaume · Latour · Manzin · Ourselin · Simon · Soupe · Tesson · Turgis · Vadic · Van Gestel · Vercher · Vuillermoz · Boulahoite (stagiair) · Marcerou (stagiair) · Sanchez (stagiair)